# 前658年
| 千纪： | 前1千纪 |
| 世纪： | 前8世纪 \| 前7世纪 \| 前6世纪 |
| 年代： | 前680年代 \| 前670年代 \| 前660年代 \| 前650年代 \| 前640年代 \| 前630年代 \| 前620年代                                                                                               |
| 年份： | 前663年 \| 前662年 \| 前661年 \| 前660年 \| 前659年 \| 前658年 \| 前657年 \| 前656年 \| 前655年 \| 前654年 \| 前653年                                                                 |
| 纪年： | 周惠王十九年 魯僖公二年 齊桓公二十八年 晉献公十九年 秦穆公二年 宋桓公二十四年 楚成王十四年 衛文公二年 陳宣公三十五年 蔡穆侯十七年 曹昭公四年 郑文公十五年 燕庄公三十三年 杞德公十五年 |

## 大事记
- 秋季，齊桓公、宋桓公和江國人、黃國人在貫國會盟。[1]
- 冬季，楚國人進攻鄭國，楚成王派鬬章囚禁了鄭國的聃伯。[1]
- 燕莊公結束統治。
- 虢国国都下阳被晋国攻占，南迁国都至上阳（今河南省三门峡市东）。
- 虢公率军西进，在桑田击败陆浑戎，虢攻戎之戰結束。
- 衞文公被狄人騷擾，向齊國求救。齊國打敗狄人，並為衞國築楚丘城，將衞國臣民遷到那裡。

## 逝世
- 燕莊公